# Aeroportul Lobito
Aeroportul Lobito (IATA: LLT, ICAO: FNLB) este un aeroport din Lobito, Provincia Benguela, Angola. A fost numit după Lobito.
Situat la o altitudine de 3 m, aeroportul dispune de o singură pistă.